# Lise Myhre
Lise Myhre (née le 1er novembre 1975) est une dessinatrice norvégienne. Son livre le plus connu est Nemi[réf. nécessaire].

## Biographie
Après avoir brièvement étudié le design graphique à Los Angeles, Lise Myhre commence sa carrière d'artiste en illustrant des jaquettes de CD et des t-shirts. Elle participe également à des concours de caricatures et commence à écrire des articles au Larsons Galne Verden, la version norvégienne du magazine de Gary Larson, The Far Side (MP en 1996). 
À partir de 1997, Myhre obtient sa propre page dans Larsons Gale Verden, « Den svarte siden » ( anglais : the Black Side/Page ), devenu par la suite Nemi. En 1999, Nemi apparait occasionnellement dans le journal norvégien Dagbladet et, à partir de 2000, en devient une habituée. Le premier album de Nemi a été publié à l'été 2000. Depuis que Myhre a changé d’éditeur, de Bladkompaniet à Egmont, en janvier 2003, un nouveau magazine Nemi est publié toutes les six semaines. 
Nemi est publiée dans environ 60 journaux, magazines et sites Web différents comme Dagens Nyheter (Suède), Ilta-Sanomat (Finlande) et Dagbladet (Norvège) dans de très nombreux pays (Grande-Bretagne, Espagne, Irlande, Finlande, Australie, Suède, Danemark...). 
Lise Myhre a également illustré des poèmes d'Edgar Allan Poe et d'André Bjerke. 
Elle est mariée au musicien ICS Vortex (Simen Hestnæs) et ils ont un fils, Storm, né en 2007.
Ses influences comptent Charlie Christensen, l'univers Disney et Don Martin.

## Prix
- 2019 : Prix Sproing 2018 de la meilleure bande dessinée norvégienne de 2018 pour Nemi no 6[2]